# Jegisje Tjarents
 Der er for få eller ingen kildehenvisninger i denne artikel, hvilket er et problem. Du kan hjælpe ved at angive troværdige kilder til de påstande, som fremføres i artiklen.

Jegisje Tjarents (armensk: Եղիշե Չարենց ; født 13. marts 1897 i Kars, Russiske Kejserrige, død 27. november 1937 i Jerevan, Armenske SSR) var en armensk digter, forfatter og aktivist.